# Lekkoatletyka na Letnich Igrzyskach Olimpijskich 1900 – bieg na 100 metrów mężczyzn
Bieg na 100 metrów na Letnich Igrzyskach Olimpijskich w 1900 roku w Paryżu rozegrano 14 lipca w Lasku Bulońskim. Startowało w nim 20 lekkoatletów z 9 krajów.
Początkowo zawodnicy podzieleni zostali na sześć biegów eliminacyjnych. Z każdego biegu dwóch najlepszych awansowało do półfinałów. Półfinały składały się z trzech biegów. Zwycięzca każdego z biegów awansował do finału, natomiast zawodnicy z miejsc 2-3 rywalizowali w repasażach, których zwycięzca dołączył do finalistów.
Mistrzem olimpijskim został Amerykanin Frank Jarvis.

## Rekordy
Tabela przedstawia najlepsze wyniki, które uzyskali zawodnicy na świecie oraz igrzyskach olimpijskich przed rozpoczęciem zmagań w lekkoatletyce na Letnich Igrzyskach Olimpijskich 1900. Wówczas nie prowadzono jeszcze oficjalnych statystyk, z tego względu podane rekordy świata są nieoficjalne. 
| Nazwa             | Zawodnik              | Czas | Miejsce                                    | Data       |
| ----------------- | --------------------- | ---- | ------------------------------------------ | ---------- |
| Rekord świata     | Luther Cary           | 10,8 | Paryż (Francja)                            | 04.07.1891 |
| Rekord świata     | Cecil Lee             | 10,8 | Bruksela (Belgia)                          | 25.09.1892 |
| Rekord świata     | Étienne De Re         | 10,8 | Bruksela (Belgia)                          | 04.08.1893 |
| Rekord świata     | L. Atcherley          | 10,8 | Frankfurt nad Menem (Cesarstwo Niemieckie) | 13.04.1895 |
| Rekord świata     | Harry Beaton          | 10,8 | Rotterdam (Holandia)                       | 28.08.1895 |
| Rekord świata     | Harald Anderson-Arbin | 10,8 | Helsingborg (Szwecja)                      | 09.08.1896 |
| Rekord świata     | Isaac Westergren      | 10,8 | Gävle (Szwecja)                            | 11.09.1898 |
| Rekord świata     | Isaac Westergren      | 10,8 | Gävle (Szwecja)                            | 10.09.1899 |
| Rekord olimpijski | Tom Burke             | 11,8 | Ateny (Grecja)                             | 06.04.1896 |

## Eliminacje

### Bieg 1

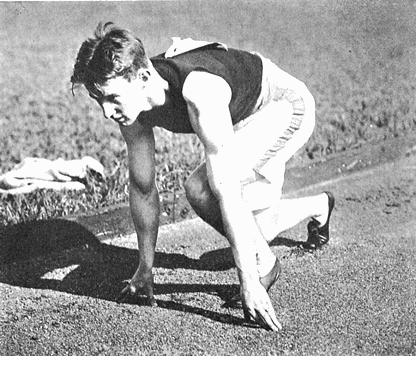
Arthur Duffey

| Poz. | Zawodnik          | Kraj              | Wynik    | Uwagi |
| ---- | ----------------- | ----------------- | -------- | ----- |
| 1.   | Arthur Duffey     | Stany Zjednoczone | 11,4     | Q     |
| 2.   | Frederick Moloney | Stany Zjednoczone | (11,5)   | Q     |
| 3.   | Václav Nový       | Królestwo Czech   | nieznany |       |

### Bieg 2

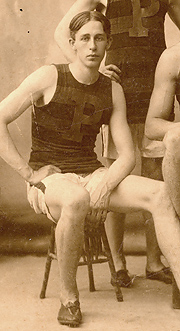
Walter Tewksbury

| Poz. | Zawodnik         | Kraj              | Wynik    | Uwagi |
| ---- | ---------------- | ----------------- | -------- | ----- |
| 1.   | Walter Tewksbury | Stany Zjednoczone | 11.4     | Q     |
| 2.   | Thaddeus McClain | Stany Zjednoczone | (11.4)   | Q     |
| 3.   | Pál Koppán       | Węgry             | nieznany |       |

### Bieg 3
| Poz. | Zawodnik        | Kraj                 | Wynik    | Uwagi |
| ---- | --------------- | -------------------- | -------- | ----- |
| 1.   | Frank Jarvis    | Stany Zjednoczone    | 10,8     | Q     |
| 2.   | Stanley Rowley  | Australia            | (10,9)   | Q     |
| 3.   | Umberto Colombo | Włochy               | nieznany |       |
| 4.   | Julius Keyl     | Cesarstwo Niemieckie | nieznany |       |

### Bieg 4
| Poz. | Zawodnik        | Kraj                 | Wynik    | Uwagi |
| ---- | --------------- | -------------------- | -------- | ----- |
| 1.   | Clark Leiblee   | Stany Zjednoczone    | 11,4     | Q     |
| 2.   | Kurt Dörry      | Cesarstwo Niemieckie | (11,5)   | Q     |
| 3.   | Johannes Gandil | Dania                | nieznany |       |

### Bieg 5

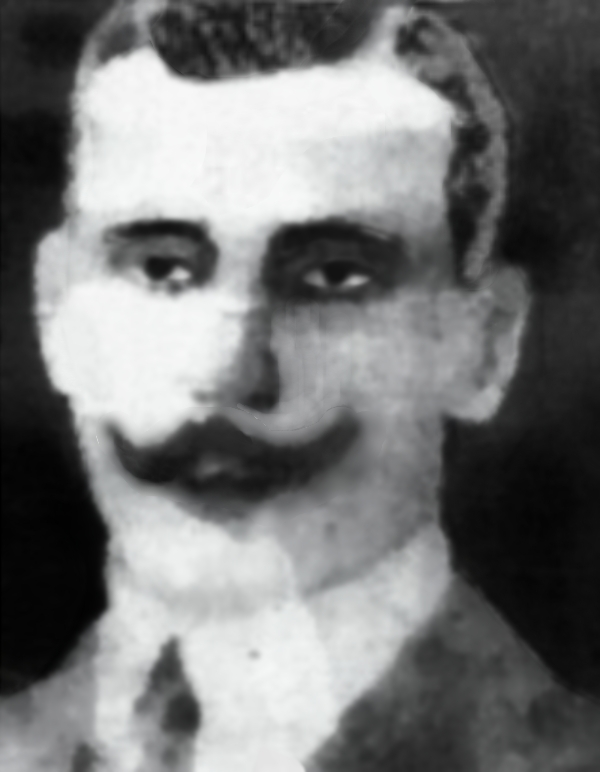
Norman Pritchard

| Poz. | Zawodnik         | Kraj              | Wynik    | Uwagi |
| ---- | ---------------- | ----------------- | -------- | ----- |
| 1.   | Norman Pritchard | Indie Brytyjskie  | 11,4     | Q     |
| 2.   | Edmund Minahan   | Stany Zjednoczone | (11,5)   | Q     |
| 3.   | Ernő Schubert    | Węgry             | nieznany |       |
| 4.   | Isaac Westergren | Szwecja           | nieznany |       |

### Bieg 6
| Poz. | Zawodnik          | Kraj              | Wynik    | Uwagi |
| ---- | ----------------- | ----------------- | -------- | ----- |
| 1.   | Charles Burroughs | Stany Zjednoczone | 11,4     | Q     |
| 2.   | Dixon Boardman    | Stany Zjednoczone | (11,5)   | Q     |
| 3.   | Henry Slack       | Stany Zjednoczone | nieznany |       |

## Półfinały

### Bieg 1
| Poz. | Zawodnik          | Kraj              | Wynik    | Uwagi |
| ---- | ----------------- | ----------------- | -------- | ----- |
| 1.   | Arthur Duffey     | Stany Zjednoczone | 11,0     | Q     |
| 2.   | Stanley Rowley    | Australia         | (11,2)   | R     |
| 3.   | Charles Burroughs | Stany Zjednoczone | nieznany | R     |
| 4.   | Dixon Boardman    | Stany Zjednoczone | nieznany |       |

### Bieg 2
| Poz. | Zawodnik          | Kraj                 | Wynik    | Uwagi |
| ---- | ----------------- | -------------------- | -------- | ----- |
| 1.   | Walter Tewksbury  | Stany Zjednoczone    | 10,8     | Q     |
| 2.   | Clark Leiblee     | Stany Zjednoczone    | (10,9)   | R     |
| 3.   | Frederick Moloney | Stany Zjednoczone    | nieznany | R     |
| –    | Kurt Dörry        | Cesarstwo Niemieckie | nieznany |       |

### Bieg 3
| Poz. | Zawodnik         | Kraj              | Wynik    | Uwagi |
| ---- | ---------------- | ----------------- | -------- | ----- |
| 1.   | Frank Jarvis     | Stany Zjednoczone | 11,2     | Q     |
| 2.   | Thaddeus McClain | Stany Zjednoczone | (11,3)   | R     |
| 3.   | Norman Pritchard | Indie Brytyjskie  | nieznany | R     |
| 4.   | Edmund Minahan   | Stany Zjednoczone | nieznany |       |

## Repasaż

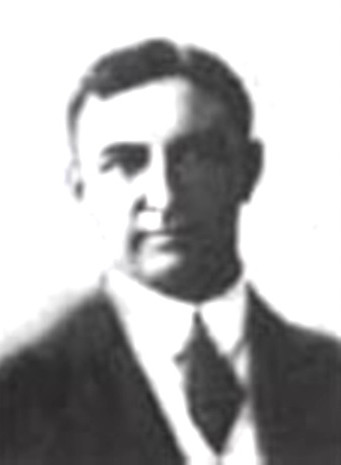
Stanley Rowley

| Poz.  | Zawodnik          | Kraj              | Wynik    | Uwagi |
| ----- | ----------------- | ----------------- | -------- | ----- |
| 1.    | Stanley Rowley    | Australia         | 11,0     | Q     |
| 2.    | Norman Pritchard  | Indie Brytyjskie  | (11,0)   |       |
| 3.    | Clark Leiblee     | Stany Zjednoczone | nieznany |       |
| 4.-6. | Charles Burroughs | Stany Zjednoczone | nieznany |       |
| 4.-6. | Thaddeus McClain  | Stany Zjednoczone | nieznany |       |
| 4.-6. | Frederick Moloney | Stany Zjednoczone | nieznany |       |

## Finał

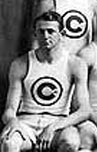
Frank Jarvis

| Poz.   | Zawodnik         | Kraj              | Wynik | Uwagi |
| ------ | ---------------- | ----------------- | ----- | ----- |
| złoto  | Frank Jarvis     | Stany Zjednoczone | 11,0  |       |
| srebro | Walter Tewksbury | Stany Zjednoczone | 11,1  |       |
| brąz   | Stanley Rowley   | Australia         | 11,2  |       |
| –      | Arthur Duffey    | Stany Zjednoczone | DNF   |       |